# FRIDAY MUSIC★Attack
FRIDAY MUSIC★Attack（フライデー・ミュージック・アタック）はSTVラジオで放送されていたラジオ番組。

## 概要
STVラジオでは、これまで、『MUSIC★J』をナイターオフ期の火曜日から金曜日に編成していたが、2024年度のナイターオフ期は『MUSIC★J』を火曜日から木曜日に、金曜日は本番組を編成することになった。『MUSIC★J』同様に、広島の中国放送（RCCラジオ）へも同時ネットされる。
シンガーソングライターの五十嵐浩晃による「軽快なトークと絶妙な選曲」を展開し、邦楽・洋楽は問わず昭和から平成にヒットした名曲を中心に送るほか、ゲストとのトークも送る。選曲とミキサーは『MUSIC★J』と同じ方が担当している。
五十嵐浩晃がSTVラジオでレギュラー番組を持つのは『五十嵐浩晃のアタックヤング』以来となる。

## 放送時間
- 毎週金曜日 19:00-22:00（中国放送は21:50で飛び降り）
  - STVラジオが他番組を編成した日には、中国放送への裏送りが行われることがある（クライマックスシリーズ・ファイナルステージのソフトバンク対日本ハム戦〈KBCラジオ制作〉を放送した2024年10月18日など。同日は試合展開の都合でSTVラジオでは21時台途中から飛び乗り）。
  - 2024年11月22日は、中国放送では19:00 - 21:00に自社制作の特別番組『逸品コンシェルジュ 全国ご当地応援団!』（北海道地区では競合局の北海道放送がネット[2]。その他東北放送・信越放送・南海放送・RKB毎日放送にもネット[3]。出演：松本裕見子・大松しんじ・清老寛子）を、21:00 - 22:00は『ミュージック白書～Artist History～』（かしわプロダクション配給）を編成したため全編ネットを返上し、本番組はSTVラジオのみのローカル放送となった。なお、中国放送で21:00からの途中飛び乗りネットとしなかったのは、特別番組が競合局（北海道放送）へのネットとなったことへの配慮と思われる。
  - 2024年12月6日は、中国放送では19:00 - 21:00に『秋山翔吾の赤い気持ちⅢ!』を、21:00 - 23:00に『メンバーの生ゆるリズム』（いずれも自社制作の特別番組）を編成したため全編ネットを返上し、本番組はSTVラジオのみのローカル放送となった。
  - 2024年度の放送は、STVラジオでは2025年3月14日、中国放送では2025年3月21日（STVラジオより裏送り）までとなった。

## パーソナリティ
- 五十嵐浩晃

番組テーマ曲・ジングル制作：鎌田俊哉

## 番組内容
- 『MUSIC★J』の2024年3月放送回の代演時に展開した、五十嵐とゆかりのある歌手・ミュージシャンが電話出演する企画が好評だったのを受け、本番組でも最も長い時間が使える20時台前半に、様々なゲストが電話やスタジオで登場する。

| 放送日(STVラジオ) | ゲスト                                     | 備考                                                                                    |
| ----------------- | ------------------------------------------ | --------------------------------------------------------------------------------------- |
| 2024年10月4日     | 鎌田俊哉                                   | 番組テーマ曲・ジングルも制作                                                            |
| 2024年10月11日    | 佐々木幸男                                 | スタジオ生出演しギター演奏も披露                                                        |
| 2024年10月18日    | 丸山圭子                                   | 中国放送への裏送り中に出演                                                              |
| 2024年10月25日    | 三浦和人                                   |                                                                                         |
| 2024年11月1日     | 平松愛理                                   |                                                                                         |
| 2024年11月8日     | 辛島美登里                                 | 同日午前にSTVホールで行われた特別番組の収録後、本番組の放送前にインタビュー収録して放送 |
| 2024年11月15日    | 杉真理                                     |                                                                                         |
| 2024年11月22日    | Funky Diamond 18（錦織一清＆パパイヤ鈴木） | zoomで事前リモート収録・一部編集して放送                                                |
| 2024年11月29日    | 中西圭三                                   | 番組全体が事前収録（五十嵐のライブ・リハーサル等の為）                                  |
| 2024年12月6日     | 平賀和人                                   | 番組全体が事前収録（五十嵐のライブ・リハーサル等の為）                                  |
| 2024年12月13日    | 佐藤竹善                                   | 対談部分は事前収録                                                                      |
| 2024年12月20日    | 椎名恵                                     | 電話出演と思わせてスタジオ生出演                                                        |
| 2024年12月27日    | つのだ☆ひろ                                |                                                                                         |
| 2025年1月10日     | 池田聡                                     |                                                                                         |
| 2025年1月24日     | 大野真澄                                   |                                                                                         |
| 2025年1月31日     | 安部恭弘                                   |                                                                                         |
| 2025年2月7日      | 沢田聖子                                   |                                                                                         |
| 2025年2月14日     | 永井龍雲                                   |                                                                                         |
| 2025年2月21日     | 四角佳子                                   |                                                                                         |
| 2025年2月28日     | おかゆ                                     |                                                                                         |
| 2025年3月7日      | 佐々木幸男                                 | スタジオ生出演                                                                          |
| 2025年3月14日     | 五十嵐浩晃                                 | 番組テーマ曲の全編や、自身の楽曲特集を展開                                              |

- 2025年1月17日放送はゲスト企画を休止し、リスナーから募ったダジャレを連発しながら普段より多い35曲を放送した。

- RCCラジオのみで放送された2025年3月21日の20時台は、高井Dによる村下孝蔵の選曲特集となり、SDオーディションで同期という縁で五十嵐浩晃がエピソードを加えた。

- 火曜～木曜の同時間帯で放送される『MUSIC★J』と同様に、STVラジオとRCCラジオでは番組終了時刻が異なるため、21:50～21:59は『MUSIC★J』の「反省会」コーナー同様にSTVのみの放送の「こぼれ話」コーナーを展開した。2025年3月21日はRCCラジオのみでの放送だったが、21:50までの放送枠内に「こぼれ話」コーナーを組み込んで放送した。

- 2025年4月29日13:00 - 16:45には、昭和の日に因んだ「昭和WEEK」企画の一環として「MUSIC★ATTACK 〜昭和100年スペシャル〜」を放送。新冠町レ・コード館での公開生放送で昭和の楽曲をテーマとして内山佳子[4]をアシスタントに、石澤佳子・しろっぷがゲスト出演する[5]。